# Сушківський (заказник)
Сушківськи́й — ботанічний заказник місцевого значення у Золотоніському районі Черкаської області.

## Опис
Заказник площею 18,3 га розташовано на схилах на околиці с. Бубнівська Слобідка.
Як об'єкт природно-заповідного фонду створено рішенням Черкаського облвиконкому від 08.01.1986 р. № 7. Землекористувач або землевласник, у віданні якого перебуває заповідний об'єкт — Піщанська сільська громада.

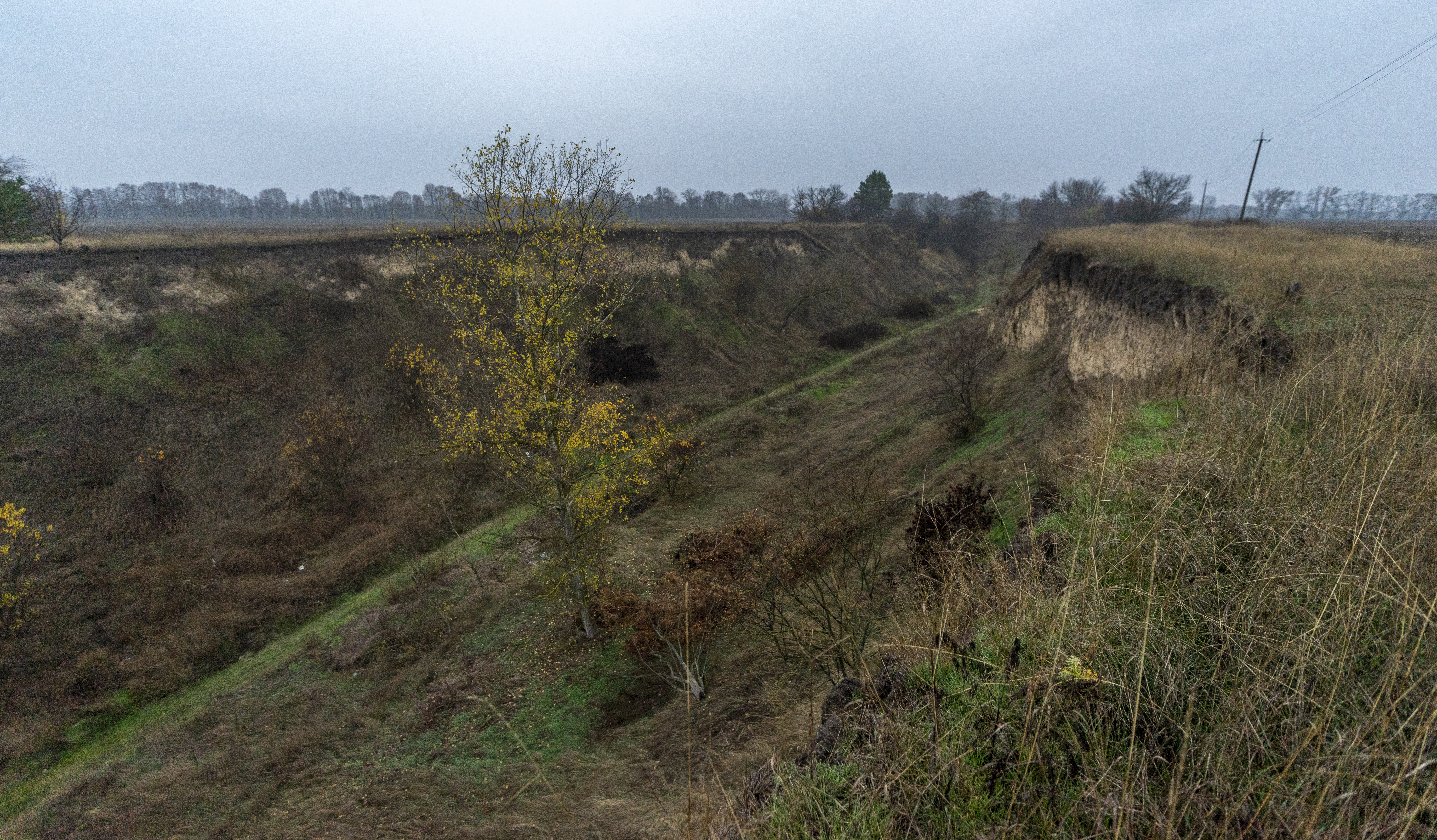

На території заказника насадження робінії звичайної, місце зростання рідкісної рослини астрагалу шерстистоквіткового (занесено до Червоної книги України).